# Siirt
Siirt je město v Turecku, správní středisko provincie se stejným jménem. Na konci roku 2009 zde žilo 129 108 obyvatel.
Hlavní turistickou atrakcí města je mešita z roku 1129, která byla v roce 1965 významně renovována.